# آسان خدمت
آسان خدمت (ترکی آذربایجانی: ASAN xidmət) یک شرکت دولتی برای خدمات عمومی به شهروندان جمهوری آذربایجان است. هدف این شرکت این است که خدمات را با استفاده از فناوری‌های مدرن به راحتی در دسترس شهروندان قرار دهد. واژه "ASAN" مخفف "Azerbaijan Service and Assessment Network" است. واژه آسان در زبان ترکی آذربایجانی برگرفته از واژه فارسی آسان است.